# تام بریگز (بازیکن فوتبال)
تام بریگز (انگلیسی: Tom Briggs؛ ۱۱ مه ۱۹۱۹ – ۷ نوامبر ۱۹۹۹) بازیکن فوتبال اهل بریتانیا بود.
از باشگاه‌هایی که در آن بازی کرده‌است می‌توان به باشگاه فوتبال هادرزفیلد تاون و باشگاه فوتبال کرو آلکساندرا اشاره کرد.